# Hans Peter Thul
Hans Peter Thul (* 8. Dezember 1948 in Hangard, Saarland) ist ein deutscher Politiker (CDU).

## Leben und Beruf
Nach dem Besuch des Internats „Burg Lantershofen“ machte Thul von 1964 bis 1967 eine Lehre zum Büromaschinenmechaniker und besuchte daneben von 1965 bis 1968 die Berufsaufbauschule. Anschließend diente Thul bis 1972 als Soldat auf Zeit bei der Bundeswehr. Danach absolvierte er ein Studium der Wirtschaft- und Betriebstechnik an der Fachhochschule des Saarlandes, welches er 1975 mit der Hauptprüfung zum Wirtschaftsingenieur beendete. Thul war dann als Verkaufsleiter bei der „Nord“ Postautomation GmbH in Bad Pyrmont, von 1975 bis 1988 als Vertriebsleiter bei den Stadtwerken Hameln und von 1988 bis 1993 als kaufmännischer Werkleiter bei den Stadtwerken Rinteln tätig. Ab 1993 war Thul hier Assistent der Geschäftsleitung.
Hans Peter Thul ist seit 1975 verheiratet und hat zwei Söhne.

## Partei
Thul trat 1985 in die CDU ein und war von 2004 bis 2010 Vorsitzender des CDU-Kreisverbandes Hameln-Pyrmont. Seit November 2007 ist Thul stellvertretender Vorsitzender des CDU-Bezirksverbandes Hannover.

## Abgeordneter
Er gehörte 1991 bis 2011 dem Stadtrat von Hessisch Oldendorf an und war von 2003 bis 2006 Mitglied des Landtages von Niedersachsen.
Am 25. November 2006 rückte Thul für den ausgeschiedenen Abgeordneten Friedbert Pflüger über die Landesliste Niedersachsen in den Deutschen Bundestag nach. Thul war ordentliches Mitglied im Ausschuss für die Angelegenheiten der Europäischen Union und dort Berichterstatter der CDU/CSU-Bundestagsfraktion für den Fachbereich „Energiepolitik“.
Bei der Bundestagswahl 2009 konnte er in seinem Wahlkreis Hameln-Pyrmont – Holzminden gegen die Mitbewerberin Gabriele Lösekrug-Möller allerdings kein Direktmandat erwerben. Da er ebenfalls kein Mandat über die niedersächsische Landesliste der CDU erhalten hat, schied er aus dem Bundestag aus.